# Союз-14
«Союз-14» — советский пилотируемый космический корабль серии «Союз».

## Сведения о корабле и полёте
- Масса аппарата — 6800 кг
- Наклонение орбиты — 51,68°
- Период обращения — 88,58 мин.
- Перигей — 195,9 км
- Апогей — 242,7 км
- Пройденное расстояние — 10.517 млн км

## Экипаж
Основной
- Командир корабля — Попович Павел Романович (2-й космический полёт)
- Бортинженер — Артюхин Юрий Петрович (1-й космический полёт)

Дублирующий
- Волынов Борис Валентинович
- Жолобов Виталий Михайлович

Резервные экипажи
- Сарафанов Геннадий Васильевич — Дёмин Лев Степанович
- Зудов Вячеслав Дмитриевич — Рождественский Валерий Ильич

## Описание полёта

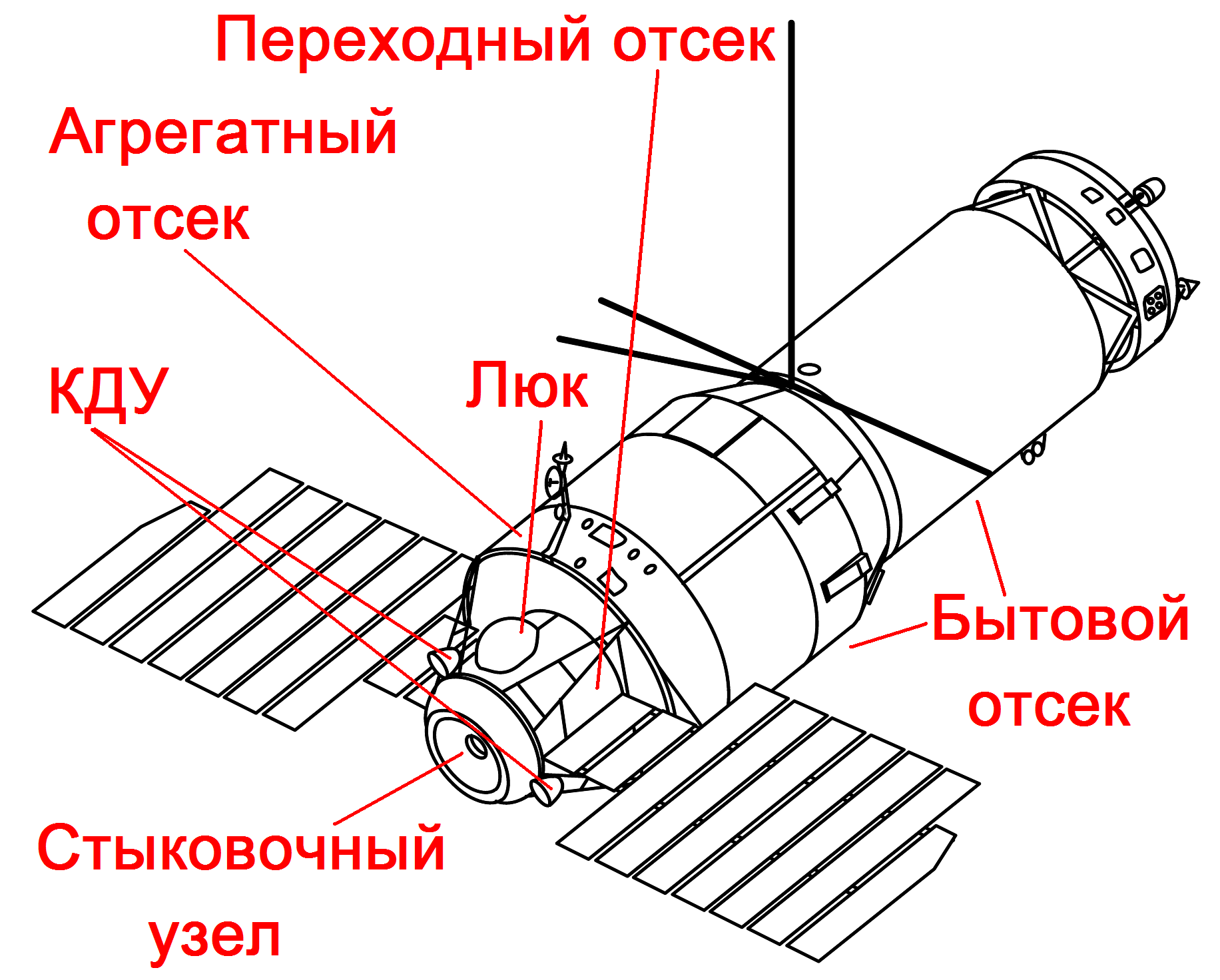
«Салют-3»

Первая экспедиция на орбитальную станцию «Салют-3», построенную по программе военных пилотируемых станций «Алмаз». (Планировавшиеся с июня 1973 года полёты на первую военную станцию «Салют-2» не состоялись ввиду её разгерметизации).
Стыковка 5 июля 1974 года, отстыковка 19 июля 1974 года. Полётное задание выполнено успешно, космонавты благополучно вернулись на Землю.